# Macrolobium hartshornii
Macrolobium hartshornii är en ärtväxtart som beskrevs av John Macqueen Cowan. Macrolobium hartshornii ingår i släktet Macrolobium och familjen ärtväxter. Inga underarter finns listade i Catalogue of Life.